# ایسائاک آزکوی
ایسائاک آزکوی (اسپانیایی: Isaac Azcuy‎؛ زادهٔ ۳ ژوئن ۱۹۵۳) جودوکار اهل کوبا بود.